# Quel bar
Quel bar è il singolo di debutto della cantante italiana Ariete pubblicato il 15 novembre 2019.

## Video musicale
Il video musicale del brano è stato reso disponibile il 28 agosto 2019 sul canale YouTube della cantante, prima dell'effettiva distribuzione del singolo.

## Tracce
Testi e musiche di Arianna Del Giaccio.
1. Quel bar – 3:38